# Phare de Sassafras Point

Le phare de Sassafras Point (en anglais : Sassafras Point Light) était un phare actif situé à l'approche du port de Providence dans le Comté de Providence (État de Rhode Island). Il a été désactivé en 1912 et n'existe plus.

## Histoire
Dès le début, le phare de Sassafras Point, allumé en 1872, a été jumelé au phare de Fuller Rock, construite selon le même modèle et entretenue par les mêmes gardiens. La pointe de Sassafras faisait une saillie vers le nord dans la Providence River (en), et la lumière a ainsi marqué cet obstacle. La petite tour pyramidale en bois reposait sur un pilier en granit et était munie d’une lentille de Fresnel de sixième ordre.
Cette lumière était sans équipage et était entretenue à partir du rivage par bateau. À l'origine, le logement du gardien était prévu mais, bien que les fonds aient été affectés en 1874, le service des phares ne put jamais acquérir de propriété pour y ériger une maison. Les gardiens vivaient chez eux en ville. La dotation en personnel était difficile en raison du faible salaire. La lumière a été désactivée en 1912 dans le cadre d'un projet d'élargissement du chenal portuaire.
Identifiant : ARLHS : USA-962.

### Lien connexe
- Liste des phares au Rhode Island